# Bernard Tchoutang
Bernard Samuel Tchoutang (Yaoundé, 2 september 1976) is een voormalig Kameroens voetballer die als aanvaller speelde.
Tchoutang speelde ook voor de Kameroense nationale ploeg, onder meer op het WK 1998, de African Nations Cup 2000 en de FIFA Confederations Cup 2001.
In april 2012 werd Tchoutang in Parijs gearresteerd en in november 2014 tot zeven jaar cel veroordeeld als het brein achter twee gewapende overvallen op een bejaard familielid van een ex-vriendin in 2011 in Boulogne en Le Vésinet.

## Carrière
- 1994: Tonnerre Yaoundé
- 1994-1997: Vanspor AŞ
- 1997-2002: Roda JC
- 2002-2003: Metalurg Donetsk
- 2003-2004: Viborg FF (huur)
- 2004-2005: Metaloerh Donetsk
- 2005-2006: Pahang FA
- 2006-2007: Hapoel Petah Tikva
- 2007-2008: KS Elbasani

## Interlandcarrière
Tchoutang maakte in 1994 zijn debuut voor het Kameroens voetbalelftal.
| Interlands van Bernard Tchoutang voor Kameroen | Interlands van Bernard Tchoutang voor Kameroen | Interlands van Bernard Tchoutang voor Kameroen | Interlands van Bernard Tchoutang voor Kameroen | Interlands van Bernard Tchoutang voor Kameroen | Interlands van Bernard Tchoutang voor Kameroen |
| №                                              | Datum                                          | Wedstrijd                                      | Uitslag                                        | Competitie                                     | Goals                                          |
| ---------------------------------------------- | ---------------------------------------------- | ---------------------------------------------- | ---------------------------------------------- | ---------------------------------------------- | ---------------------------------------------- |
| 1                                              | 01.05.1994                                     | Zuid-Korea – Kameroen                          | 2 – 2                                          | Oefeninterland                                 |                                                |
| 2                                              | 24.12.1995                                     | Kameroen – Liberia                             | 1 – 0                                          | Oefeninterland                                 |                                                |
| 3                                              | 18.01.1996                                     | Kameroen – Egypte                              | 2 – 1                                          | Africa Cup                                     |                                                |
| 4                                              | 26.01.1997                                     | Kameroen – Namibië                             | 4 – 0                                          | Africa Cup                                     |                                                |
| 5                                              | 22.02.1997                                     | Kenia – Kameroen                               | 0 – 0                                          | Africa Cup                                     |                                                |
| 6                                              | 06.04.1997                                     | Kameroen – Zimbabwe                            | 1 – 0                                          | WK-kwalificatie                                |                                                |
| 7                                              | 27.04.1997                                     | Kameroen – Togo                                | 2 – 0                                          | WK-kwalificatie                                | Goal                                           |
| 8                                              | 08.06.1997                                     | Angola – Kameroen                              | 1 – 1                                          | WK-kwalificatie                                |                                                |
| 9                                              | 22.06.1997                                     | Kameroen – Gabon                               | 2 – 2                                          | Africa Cup                                     |                                                |
| 10                                             | 17.08.1997                                     | Zimbabwe – Kameroen                            | 1 – 2                                          | WK-kwalificatie                                |                                                |
| 11                                             | 22.12.1997                                     | Egypte – Kameroen                              | 2 – 0                                          | Oefeninterland                                 |                                                |
| 12                                             | 28.01.1998                                     | Kameroen – Angola                              | 1 – 0                                          | Oefeninterland                                 |                                                |
| 13                                             | 01.02.1998                                     | Ivoorkust – Kameroen                           | 1 – 0                                          | Oefeninterland                                 |                                                |
| 14                                             | 07.02.1998                                     | Burkina Faso – Kameroen                        | 0 – 1                                          | Africa Cup                                     |                                                |
| 15                                             | 11.02.1998                                     | Kameroen – Guinee                              | 2 – 2                                          | Africa Cup                                     |                                                |
| 16                                             | 15.02.1998                                     | Kameroen – Algerije                            | 2 – 1                                          | Africa Cup                                     |                                                |
| 17                                             | 20.02.1998                                     | Kameroen – Congo-Kinshasa                      | 1 – 0                                          | Africa Cup                                     |                                                |
| 18                                             | 04.10.1998                                     | Kameroen – Ghana                               | 1 – 3                                          | Africa Cup                                     |                                                |
| 19                                             | 31.01.2000                                     | Kameroen – Togo                                | 0 – 1                                          | African Nations Cup                            |                                                |
| 20                                             | 06.02.2000                                     | Kameroen – Algerije                            | 2 – 1                                          | African Nations Cup                            |                                                |
| 21                                             | 10.02.2000                                     | Kameroen – Tunesië                             | 3 – 0                                          | African Nations Cup                            |                                                |
| 22                                             | 19.04.2000                                     | Kameroen – Somalië                             | 3 – 0                                          | WK-kwalificatie                                |                                                |
| 23                                             | 23.04.2000                                     | Kameroen – Somalië                             | 3 – 0                                          | WK-kwalificatie                                |                                                |
| 24                                             | 18.06.2000                                     | Libië – Kameroen                               | 0 – 3                                          | WK-kwalificatie                                |                                                |
| 25                                             | 09.07.2000                                     | Kameroen – Angola                              | 3 – 0                                          | WK-kwalificatie                                | Goal · Goal                                    |
| 26                                             | 04.10.2000                                     | Frankrijk – Kameroen                           | 1 – 1                                          | Oefeninterland                                 |                                                |
| 27                                             | 06.05.2001                                     | Angola – Kameroen                              | 2 – 0                                          | WK-kwalificatie                                |                                                |
| 28                                             | 25.05.2001                                     | Zuid-Korea – Kameroen                          | 0 – 0                                          | Oefeninterland                                 |                                                |
| 29                                             | 04.06.2001                                     | Kameroen – Canada                              | 2 – 0                                          | FIFA Confederations Cup                        |                                                |
| 30                                             | 14.07.2001                                     | Zambia – Kameroen                              | 2 – 2                                          | WK-kwalificatie                                |                                                |